# Ursula Birkholz
Ursula Birkholz (född Fenselau), född 9 januari 1911,, död 26 oktober 1988, var en tysk friidrottare med löpgrenar som huvudgren. Birkholz var en pionjär inom damidrott, hon blev bronsmedaljör vid den tredje damolympiaden 1930.

## Biografi
Ursula Birkholz föddes 1911 i östra Tyskland. Hon gick med i idrottsföreningen DSC Breslau i Breslau, senare tävlade hon för klubben Dresdner Sportclub 1898 eV i Dresden. Hon tävlade främst i häcklöpning men även i kortdistanslöpning och stafettlöpning.
Birkholz deltog i flera tyska mästerskap, 1930 tog hon silvermedalj i häcklöpning vid tävlingar i Lennep 2–3 augusti 1931 kom hon på bronsplats vid mästerskapen i Magdeburg 1–2 augusti.
Birkholz deltog vid den tredje damolympiaden 6–8 september 1930 i Prag, under idrottsspelen vann hon bronsmedalj i häcklöpning 80 meter.
Kring 1937 drog hon sig tillbaka från tävlingslivet, Birkholz dog 1988.